# Fawzi Gamal
Fawzi Gamal (arabe : فوزي جمال) (né le 23 octobre 1966 à Ismaïlia en Égypte) est un joueur de football international égyptien, qui a évolué au poste de défenseur.

## Biographie

### Carrière en sélection
Avec l'équipe d'Égypte, il dispute 45 matchs (pour aucun but inscrit) entre 1989 et 1997. 
Il figure notamment dans le groupe des sélectionnés lors des CAN de 1992, de 1994 et de 1996. Il est quart de finaliste de cette compétition en 1994 puis une nouvelle fois en 1996.
Il joue 5 matchs comptant pour les tours préliminaires de la coupe du monde 1994.

## Palmarès
Ismaily
- Championnat d'Égypte (1) :
  - Champion : 1990-91.

- Coupe d'Égypte (1) :
  - Vainqueur : 1996-97.